# Place Blanche
Pour les articles homonymes, voir Blanche.
Ne doit pas être confondu avec Place Blanche-Lefebvre.
La place Blanche est une place de Paris, proche du célèbre cabaret parisien du Moulin-Rouge, dont le moulin domine la place, depuis le 18e arrondissement limitrophe.

## Situation et accès
Ce site est desservi par la ligne 2 à la station de métro Blanche.

## Origine du nom
La  place Blanche tire son nom de sa situation à l'emplacement de l'ancienne barrière Blanche précédemment appelée « barrière de la Croix Blanche, ».

## Historique
Le 28 vendémiaire an XI (20 octobre 1802), le ministre Chaptal prescrivit la formation de cette place qui avait été amorcée en 1789. Il ordonna qu'elle aurait 30 mètres de rayon.
Le 23 mai 1871, au cours de la Semaine sanglante de la Commune de Paris, les troupes versaillaises entrent dans Paris. La place Blanche est défendue par 120 communardes. Parmi ces femmes présentes, on compte Beatrix Excoffon, Élisabeth Dmitrieff, Nathalie Lemel, Blanche Lefebvre et Malvina Poulain. Elles retardèrent les troupes du général Clinchant grâce à une barricade avant de se replier, épuisées et à court de munitions, place Pigalle,. Celles qui ne purent se replier furent exécutées sur place telle Blanche Lefebvre, à qui le 17e arrondissement donnera le nom d'une autre place de la capitale.

## Bâtiments remarquables et lieux de mémoire

### Le Palmyr's Bar
Ouvert en 1909 par Palmire Dumont et ses associés Albert et Marcel Verdier au n°5, cet établissement a été un des haut-lieux de la nuit parisienne jusqu'en 1915.

### La place Blanche dans la chanson française
- Fréhel, dans le refrain de la chanson Où est-il donc ? (qu'elle interprète par exemple dans Pépé le Moko), demande :

« Où est-il mon moulin d'la place Blanche ?

Mon tabac et mon bistrot du coin ? »

- Régine dans la chanson La Grande Zoa :

« Dans sa Rolls blanche,

elle s’en va Place Blanche,

dans des Night Club ou dans des Pub. »

- Place Blanche est le titre d'une chanson aux paroles de Boris Vian et à la musique de Henri Salvador, créée en 1958 par Jean-Louis Tristan.
- Elle est citée au début de la chanson sortie en 1968, écrite par Jacques Lanzmann et Anne Segalen, et composée et interprétée par Jacques Dutronc, Il est cinq heures, Paris s'éveille :

« Je suis le dauphin de la place Dauphine

Et la place Blanche a mauvaise mine. »

- René-Louis Lafforgue, dans sa chanson Julie la Rousse, le premier couplet dit :

« Petite gueule d'amour t'es à croquer

Quand tu passes en tricotant des hanches

D'un clin d'œil le quartier est dragué

C'est bien toi la reine de la place Blanche. »

- Dans la Ballade des places de Paris, chanson de Lucien Boyer et Adolf Stanislas (1905), la place Blanche est évoquée au troisième couplet :

« On a d’la poitrine et des hanches

On sait qu’on est bien roulée, qu’on plaît,

Alors sur l’coup d’minuit on s’fait,

La place Blanche. »

## Galerie

### La place Blanche dans l'art

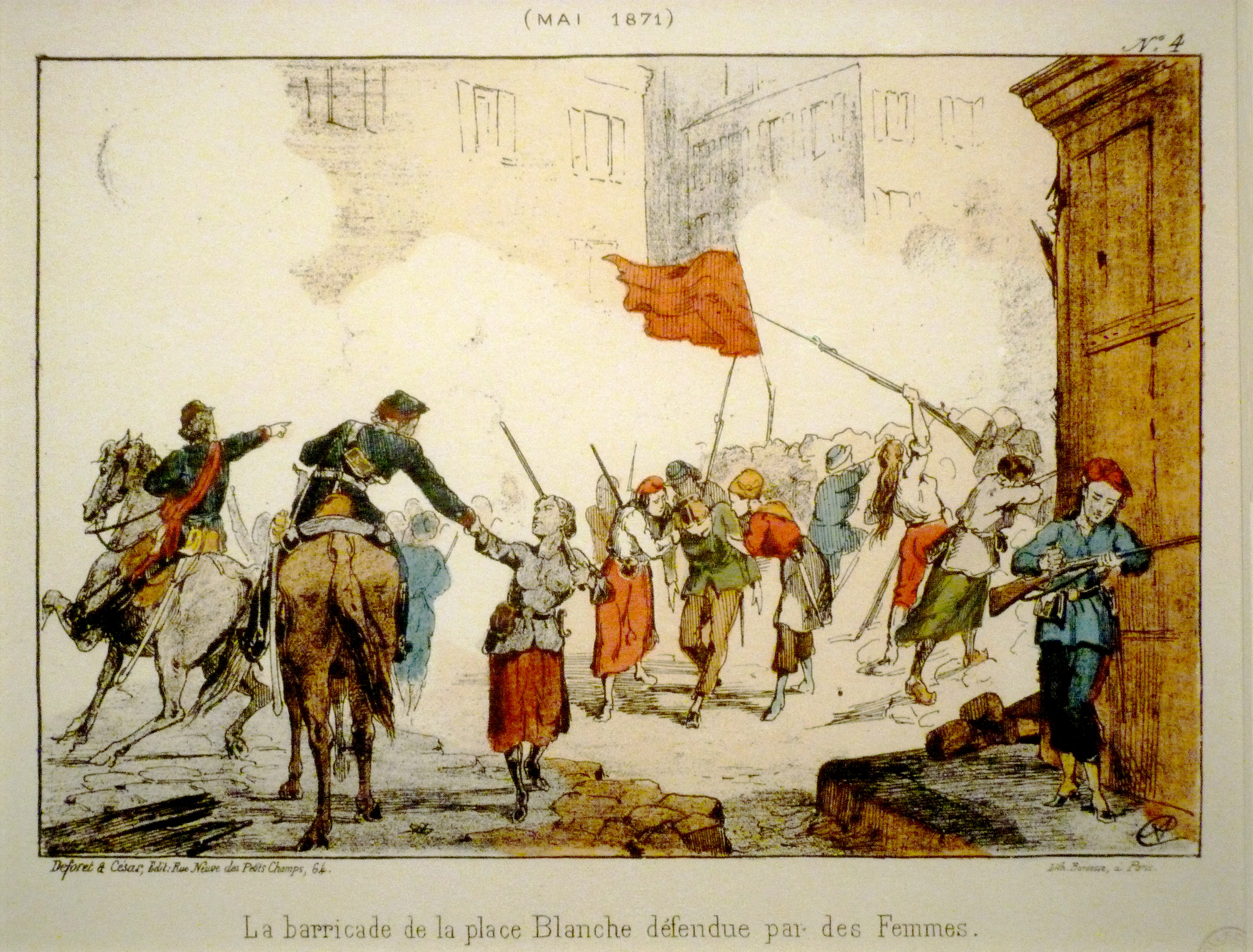
La barricade de la place Blanche défendue par des femmes, lithographie d'Hector Moloch. Musée Carnavalet[8].
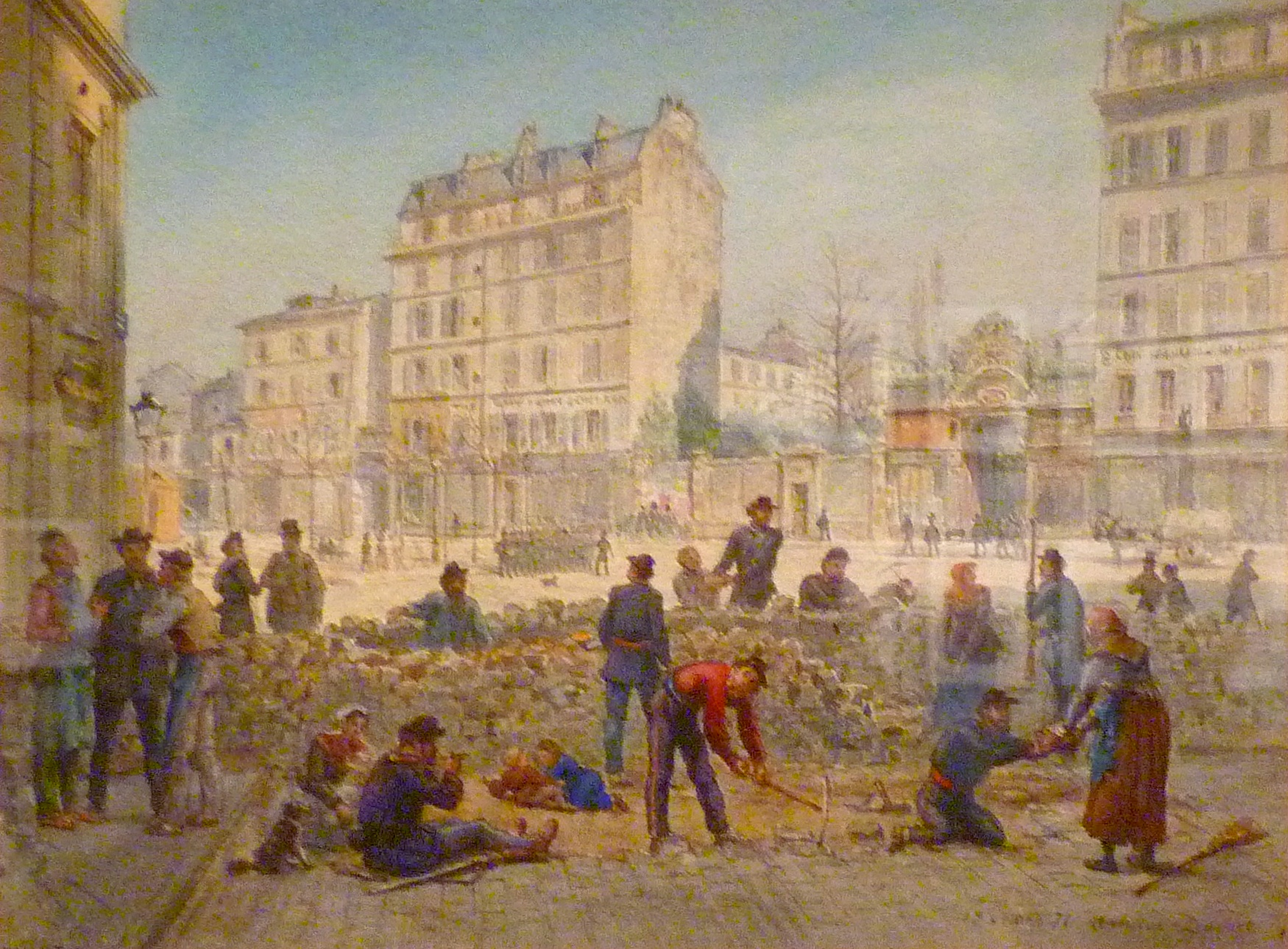
Construction d'une barricade place Blanche le 19 mars 1871, aquarelle de Jean-Baptiste Arnaud-Durbec. Musée Carnavalet.
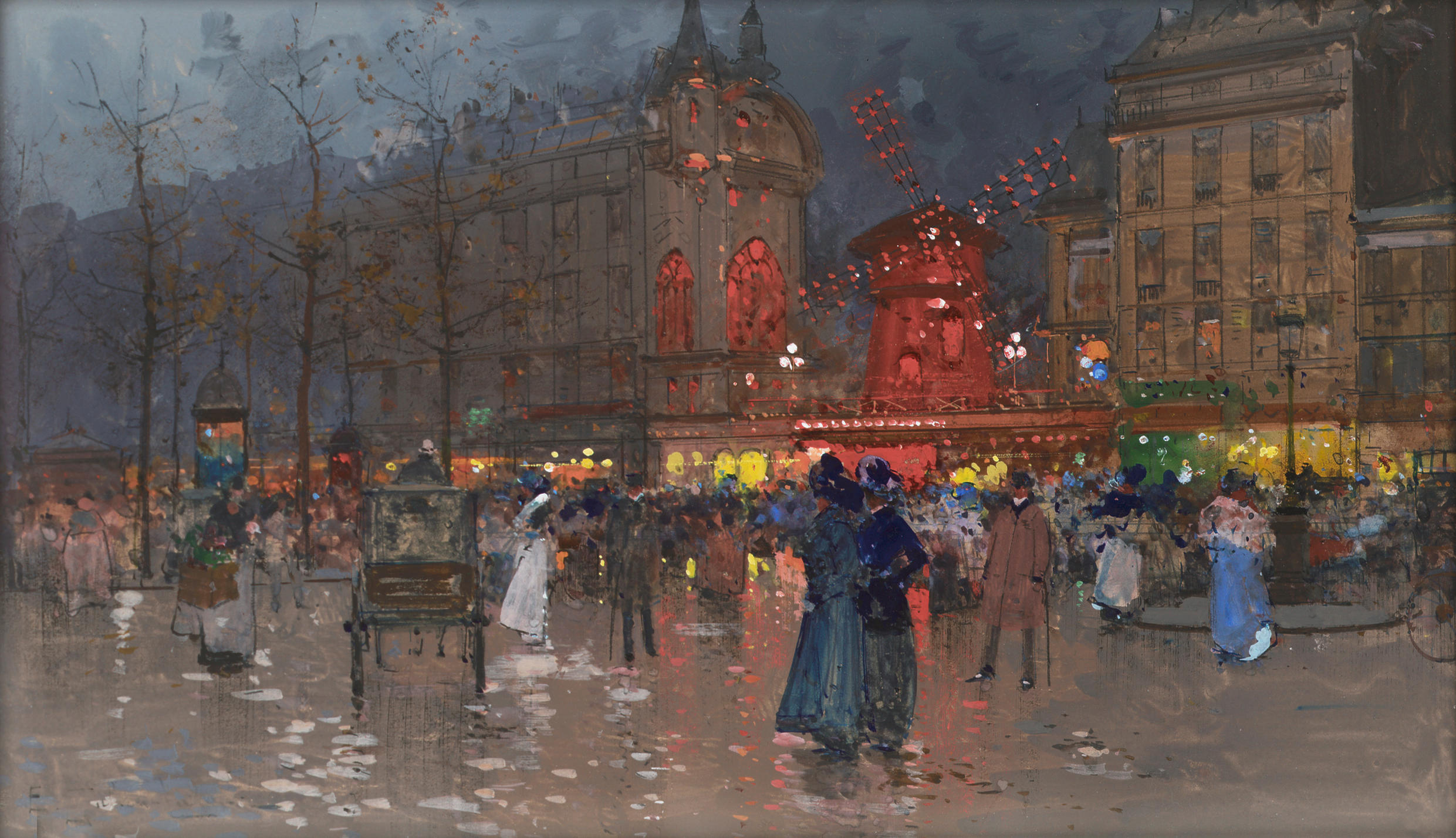
Le Moulin-Rouge, le soir, gouache d'Eugène Galien-Laloue vers 1906.

### Photographies de la place

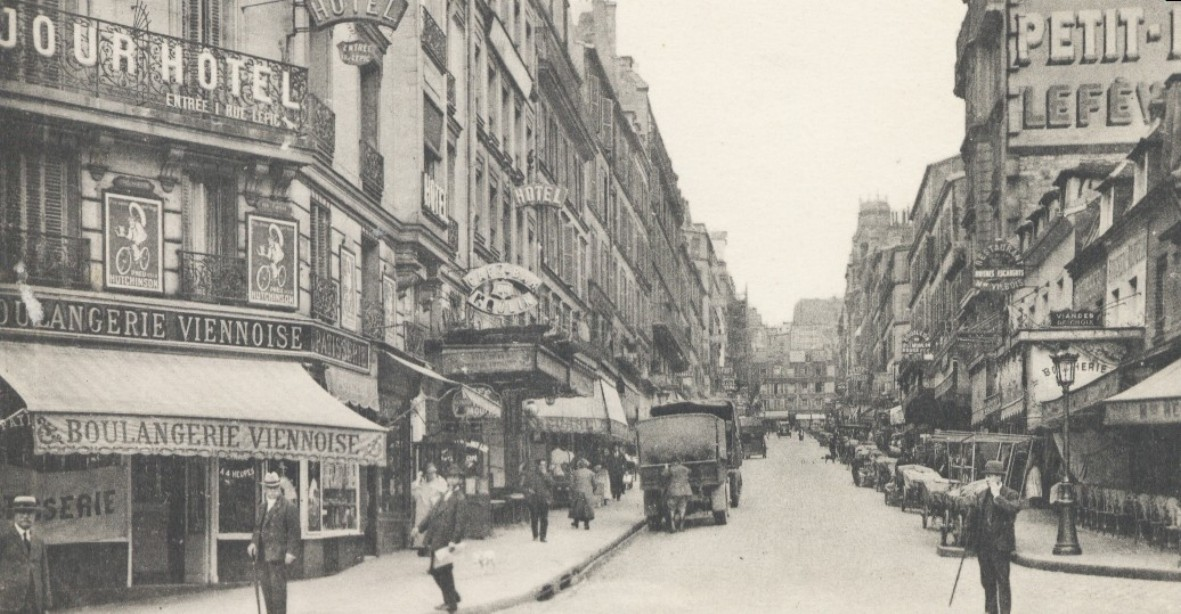
Rue Lepic depuis la place en 1925, carte postale.
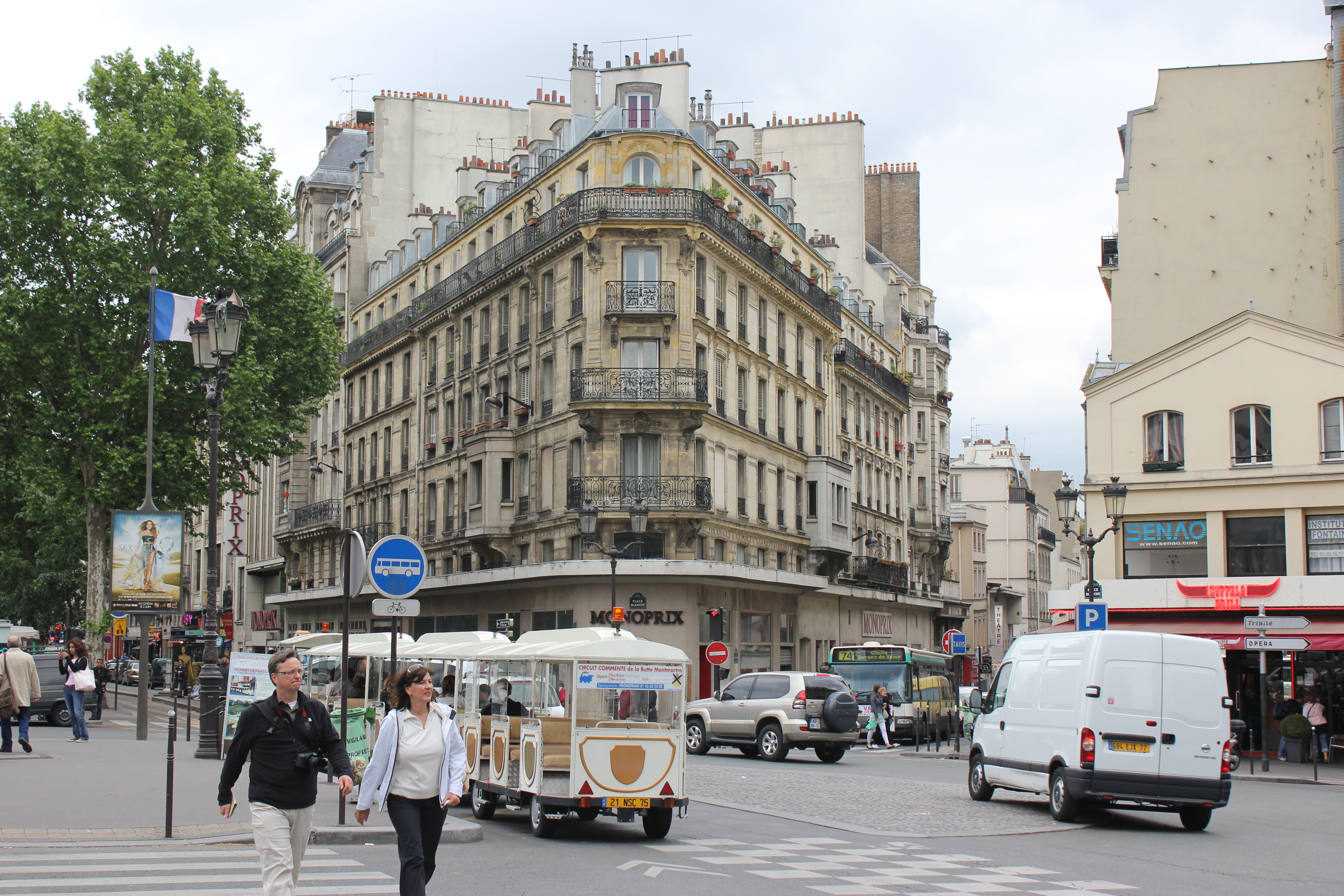
Le boulevard de Clichy et la rue Pierre-Fontaine depuis la place en 2010.
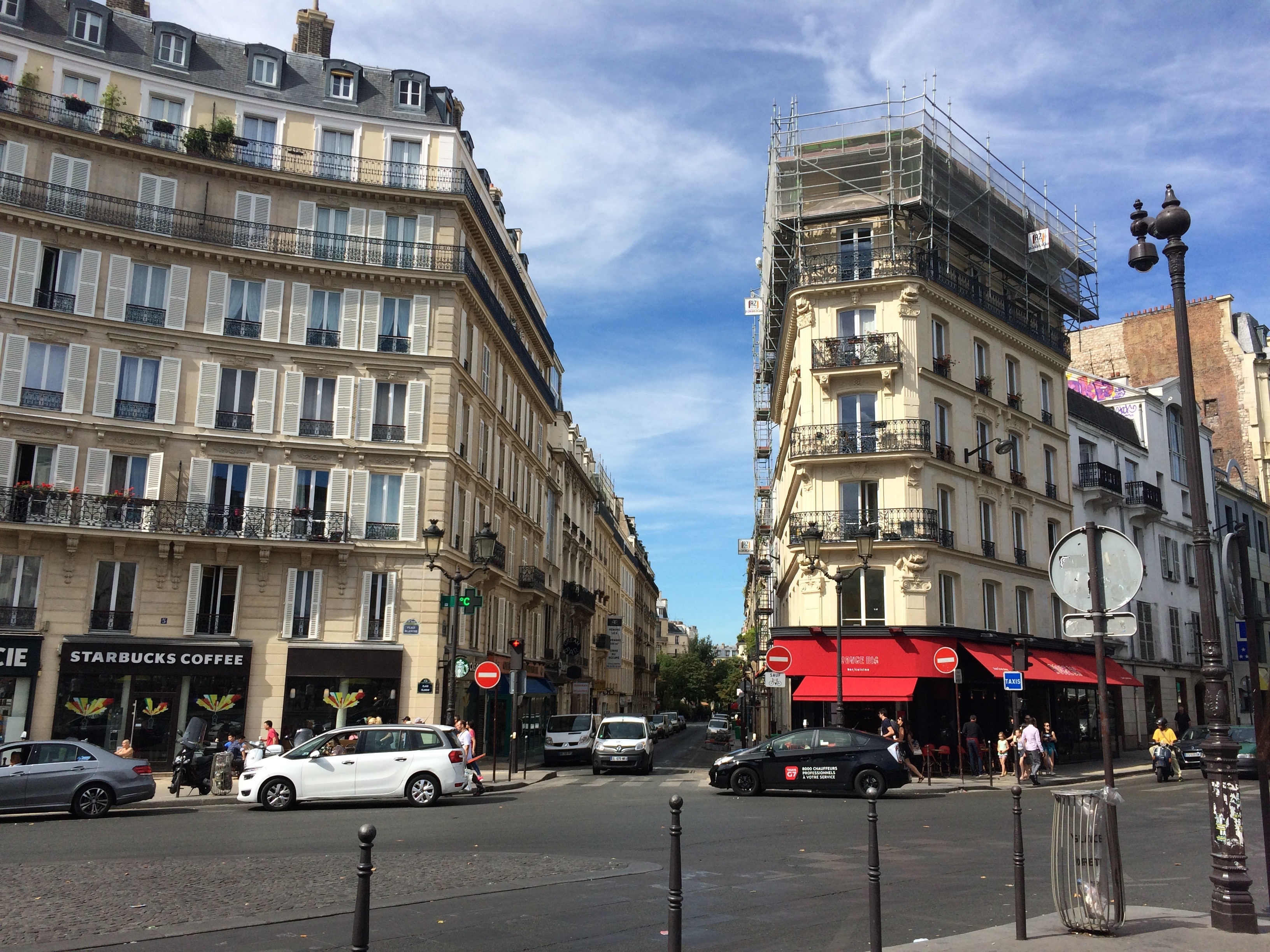
Rue de Bruxelles.
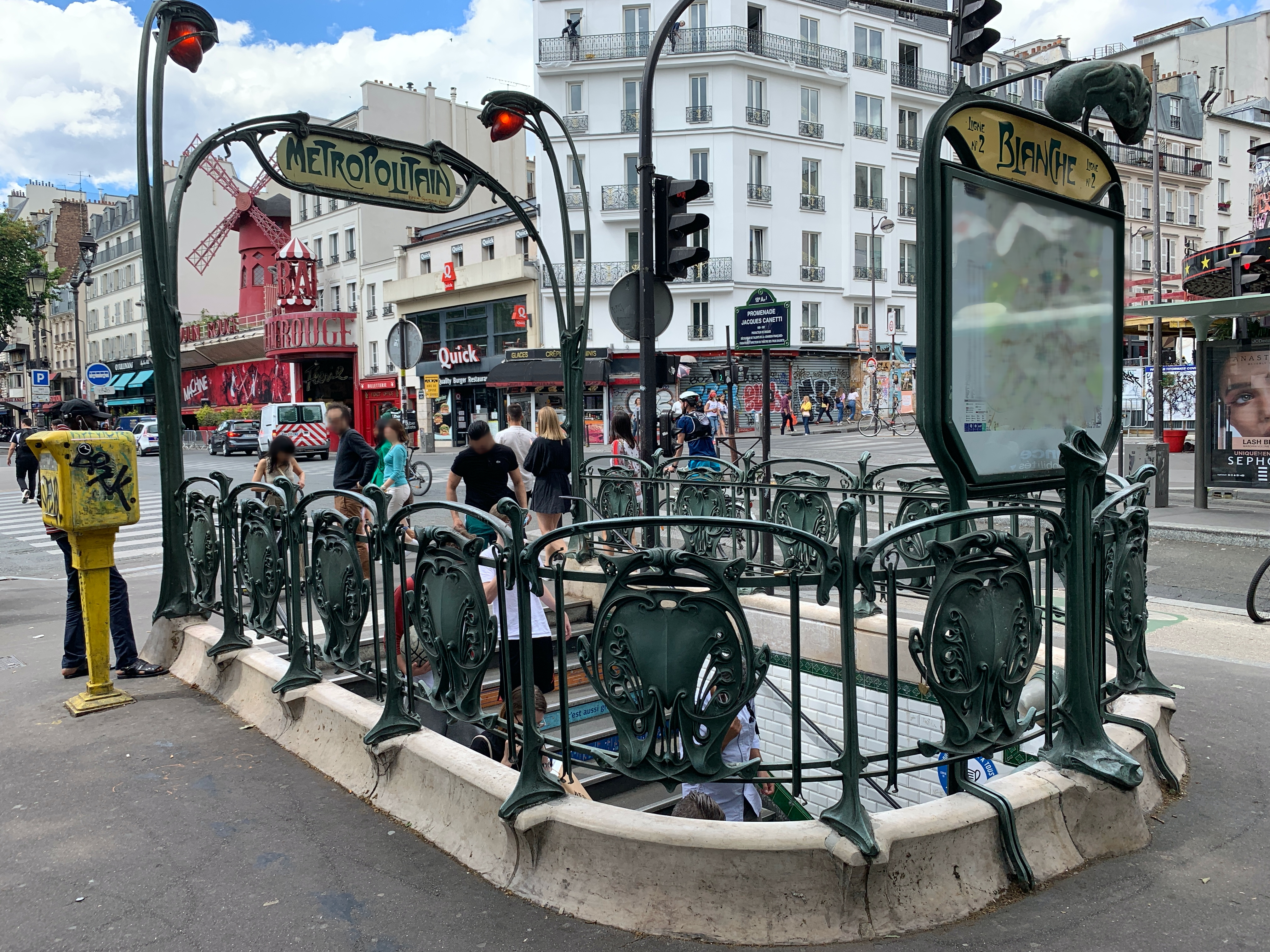
La station de métro Blanche, à proximité de la place.

## Dans la culture

### Musique
- L'interprète Régine, dans la chanson La Grande Zoa, mentionne la place Blanche : « Dans sa Rolls blanche/ Elle s'en va Place Blanche / Dans des Night Club / Ou dans des Pub ».